# Hoeocryptus fervens
Hoeocryptus fervens är en stekelart som först beskrevs av Tosquinet 1896.  Hoeocryptus fervens ingår i släktet Hoeocryptus och familjen brokparasitsteklar. Inga underarter finns listade i Catalogue of Life.